# Michael Evans (duchowny)
Michael Charles Evans (ur. 10 sierpnia 1951 w Londynie, zm. 11 lipca 2011 w Norwich) – brytyjski duchowny katolicki, biskup Wschodniej Anglii w latach 2003-2011.

## Życiorys
Święcenia kapłańskie przyjął 22 czerwca 1975 i został inkardynowany do archidiecezji Southwark. Po święceniach został wysłany na studia teologiczne do Heythrop College. Po powrocie do diecezji został wykładowcą seminarium w Wonersh, zaś w latach 1995-2003 był proboszczem w Tunbridge Wells.
14 lutego 2003 papież Jan Paweł II mianował go biskupem diecezji wschodnioangielskiej. Sakry biskupiej udzielił mu 8 września tegoż roku kard. Cormac Murphy-O’Connor.
Zmarł na raka prostaty 11 lipca 2011.